# Ginebra
Ginebra (en francés: Genève [ʒə.nɛv]; en arpitano: Genèva [dzəˈnɛva]; en alemán: Genf [ɡɛnf]; en italiano: Ginevra [dʒiˈneːvra]) es una ciudad y comuna de la Confederación Suiza, ubicada cerca de la frontera con Francia, capital del cantón de Ginebra. Es la ciudad más poblada de Romandía y la segunda de Suiza después de Zúrich. Se encuentra situada a la salida del Ródano del lago de Ginebra y es la capital de la República y Cantón de Ginebra.
En sí (la ville de Genève) tenía una población (en diciembre de 2023) de 205 839 habitantes y el cantón (que incluye la ciudad) tiene 524 379 habitantes. En 2019, el área metropolitana (Grand Genève) tenía una población de 1 025 316 habitantes, incluida la parte francesa. En territorio suizo, el área de tránsito (conocida como Métropole lémanique) tenía una población de 1,25 millones de habitantes. Esta zona se extiende al este de Ginebra hacia la zona de Riviera (Vevey, Montreux) y al noreste hacia Yverdon-les-Bains, en el vecino cantón de Vaud.
Ginebra es una ciudad global, centro financiero y mundial de la diplomacia debido a la presencia de numerosas organizaciones internacionales, entre ellas la sede de muchos de los organismos de las Naciones Unidas y la Cruz Roja. De hecho, es la ciudad que alberga el mayor número de organizaciones internacionales del mundo. Es también el lugar donde se firmaron los Convenios de Ginebra, que se refieren principalmente al tratamiento, en situaciones bélicas, de los no combatientes y los prisioneros de guerra.
Junto con Nueva York, Basilea y Estrasburgo, es una de las pocas ciudades del mundo que es sede de varias instituciones internacionales sin ser la capital política de un país.
Ginebra se posicionó como el noveno centro mundial financiero más importante en cuanto a competitividad en el Índice Global de Centros Financieros, por delante de Fráncfort, y el tercero en Europa después de Londres y Zúrich. La ciudad ha sido conocida como la metrópolis más compacta del mundo y la "capital de la paz". Sin embargo, entre 2009 y 2011, Ginebra apareció como la cuarta y quinta ciudad, respectivamente, más cara del mundo. En 2019, Mercer clasificó a Ginebra entre las diez ciudades más habitables del mundo junto con Zúrich y Basilea.

## Toponimia
El nombre es de origen celta: Genava. Aunque Ginebra se menciona en escritos de Julio César en latín como Genava (Génava) durante la Guerra de las Galias, el nombre en sí mismo es de origen céltico. Este también ha sido transformado por otras culturas. Por ejemplo, Ginebra es llamada Geneva en inglés y arpitano. En las cuatro lenguas nacionales de Suiza: en francés Genève (lengua y nombre oficial); en alemán Genf; en italiano Ginevra; en romanche Genevra.
En lenguas distintas del castellano, es usual la confusión entre esta ciudad y el puerto italiano de Génova. Al parecer, se debería a que tienen una raíz céltica común, genu/genawa 'estuario'.

## Historia
El primer pueblo que se estableció en la región y en parte de Galia (Saboya y Delfinado) fueron los alóbroges. El lugar ocupado actualmente por Ginebra fue un poblado alóbroge, tomado y fortificado por César (58 a. C.). Bajo la dominación romana, formó parte de la Galia Narbonense, la provincia. Con la caída del imperio, la ocuparon los burgundios (siglo V) y los francos (534). Fue la capital del reino de Borgoña en el siglo IX, y se integró en el Sacro Imperio Romano Germánico en 1032, dentro del cual gozó de cierta autonomía.

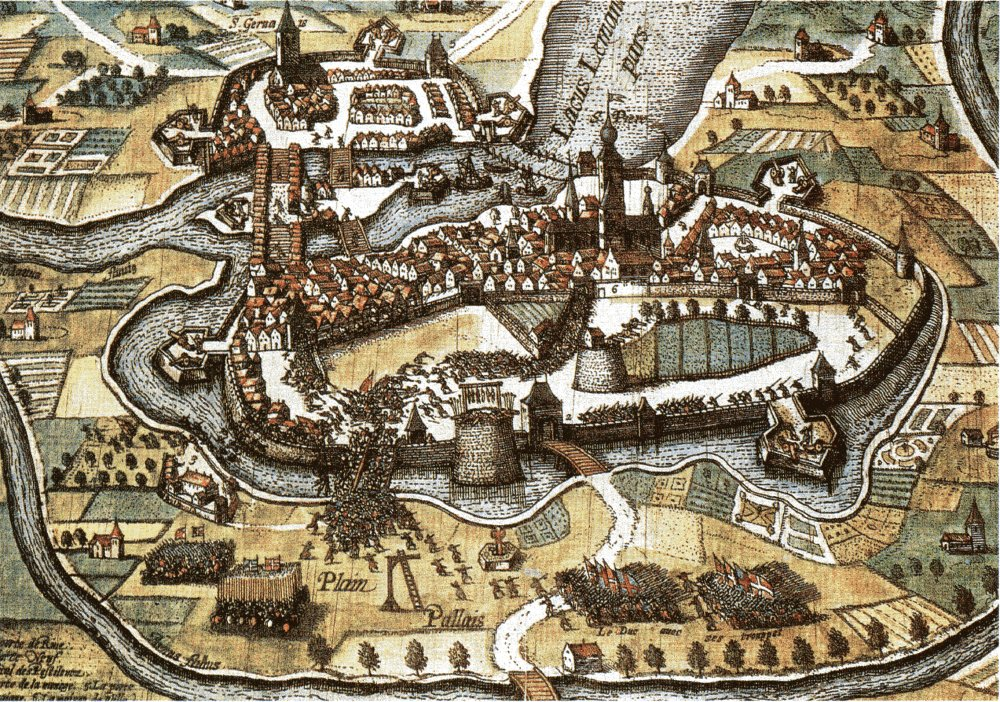
"l'Escalade".

La unión de Ginebra con Friburgo y Berna permitió a la ciudad expulsar definitivamente al obispo en 1536 y adoptar la Reforma, iniciada por Martín Lutero, al acoger a Juan Calvino en 1541 y ser el principal foco del calvinismo. Calvino y Farel organizaron una rígida república teocrática que resistió los embates de los duques de Saboya, convirtiéndose en una tierra de asilo que acogió a los protestantes perseguidos por los católicos y los intelectuales en desacuerdo con la Iglesia católica, de ahí su nombre de la Roma protestante.
En la noche del 11 al 12 de diciembre de 1602, Ginebra fue atacada por el duque de Saboya Carlos Manuel I. Los atacantes utilizaron escaleras plegables de madera (guardadas en el Museo de arte e historia) para asaltar la muralla sur. Los ginebrinos ganaron la batalla y llamaron al acontecimiento "l'Escalade", cuya conmemoración se celebra cada año. Anexionada por la Francia revolucionaria el 15 de abril de 1798, la unión duró hasta la toma de la ciudad por las tropas austriacas el 30 de diciembre de 1813. En 1815 se sumó a la Confederación Helvética.

## Geografía

### Ubicación y orografía

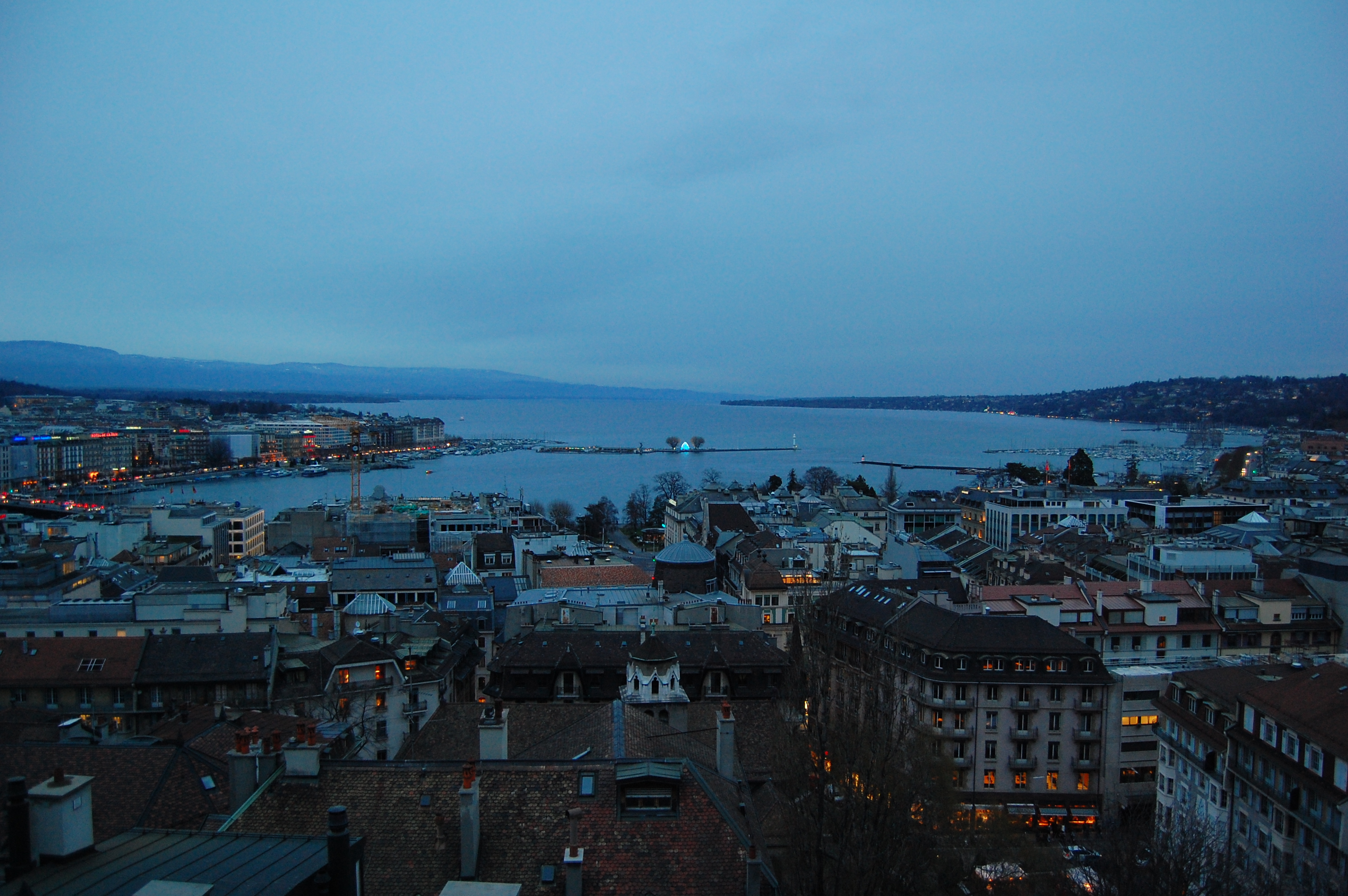
Lago Lemán

La ciudad se encuentra en la embocadura del Ródano desde el lago Lemán, en el centro de una depresión rodeada de montañas situadas todas en territorio francés: los Voirons, el Salève, el Mont de Sion, el Vuache y el macizo del Jura. La comuna limita al norte con Le Grand-Saconnex y Pregny-Chambésy, al este con Cologny y Chêne-Bougeries, al sur con Veyrier, Carouge y Lancy, y al oeste con Vernier.
La ciudad vieja, constituida por los barrios de Cité-centre y de Saint-Gervais, se formó sobre y alrededor de una colina en la ribera izquierda del lago y de ambas partes de la isla formada por el Ródano. Esta colina constituyó desde la prehistoria un refugio natural protegido por el lago, el Ródano, el Arve, los pantanos y unos fosos al este. La ciudad crece y se extiende a partir del siglo XIX tras la demolición de las fortificaciones (1850-1880).

### Clima
El clima de Ginebra es templado y húmedo (clasificación climática de Köppen: Cfb) con influencia continental (Dfb). Los inviernos son suaves por lo general, con ligeras heladas por la noche y condiciones de deshielo durante el día. Los veranos son agradablemente cálidos. La precipitación es adecuada y está relativamente bien distribuida durante todo el año, aunque el otoño es un poco más húmedo que el resto de estaciones. Las tormentas de hielo cerca del lago de Ginebra son bastante normales en invierno. En verano, muchas personas disfrutan de la natación en el lago y frecuentan las playas públicas como "Genève Plage" y "les Bains des Pâquis". Las nevadas en Ginebra tienen lugar desde noviembre hasta febrero, los meses más fríos del año. En las montañas de los alrededores caen nevadas importantes, lo que beneficia la práctica de deportes de invierno. Durante los años 2000-2009, la temperatura media anual fue de 11 °C y disfrutó de una media de dos mil horas de sol anuales.
| Parámetros climáticos promedio de Ginebra (Aeropuerto Internacional de Ginebra), normales 1991–2020, extremos 1901–presente | Parámetros climáticos promedio de Ginebra (Aeropuerto Internacional de Ginebra), normales 1991–2020, extremos 1901–presente | Parámetros climáticos promedio de Ginebra (Aeropuerto Internacional de Ginebra), normales 1991–2020, extremos 1901–presente | Parámetros climáticos promedio de Ginebra (Aeropuerto Internacional de Ginebra), normales 1991–2020, extremos 1901–presente | Parámetros climáticos promedio de Ginebra (Aeropuerto Internacional de Ginebra), normales 1991–2020, extremos 1901–presente | Parámetros climáticos promedio de Ginebra (Aeropuerto Internacional de Ginebra), normales 1991–2020, extremos 1901–presente | Parámetros climáticos promedio de Ginebra (Aeropuerto Internacional de Ginebra), normales 1991–2020, extremos 1901–presente | Parámetros climáticos promedio de Ginebra (Aeropuerto Internacional de Ginebra), normales 1991–2020, extremos 1901–presente | Parámetros climáticos promedio de Ginebra (Aeropuerto Internacional de Ginebra), normales 1991–2020, extremos 1901–presente | Parámetros climáticos promedio de Ginebra (Aeropuerto Internacional de Ginebra), normales 1991–2020, extremos 1901–presente | Parámetros climáticos promedio de Ginebra (Aeropuerto Internacional de Ginebra), normales 1991–2020, extremos 1901–presente | Parámetros climáticos promedio de Ginebra (Aeropuerto Internacional de Ginebra), normales 1991–2020, extremos 1901–presente | Parámetros climáticos promedio de Ginebra (Aeropuerto Internacional de Ginebra), normales 1991–2020, extremos 1901–presente | Parámetros climáticos promedio de Ginebra (Aeropuerto Internacional de Ginebra), normales 1991–2020, extremos 1901–presente |
| Mes | Ene. | Feb. | Mar. | Abr. | May. | Jun. | Jul. | Ago. | Sep. | Oct. | Nov. | Dic. | Anual |
| --- | --- | --- | --- | --- | --- | --- | --- | --- | --- | --- | --- | --- | --- |
| Temp. máx. abs. (°C) | 17.3 | 20.6 | 24.9 | 27.5 | 33.8 | 36.5 | 39.7 | 39.3 | 34.8 | 27.3 | 23.2 | 20.8 | 39.7 |
| Temp. máx. media (°C) | 5.1 | 7.0 | 11.8 | 15.9 | 20.1 | 24.2 | 26.7 | 26.2 | 21.1 | 15.5 | 9.3 | 5.6 | 15.7 |
| Temp. media (°C) | 2.1 | 2.9 | 6.7 | 10.5 | 14.5 | 18.4 | 20.6 | 20.0 | 15.7 | 11.3 | 6.0 | 2.8 | 11.0 |
| Temp. mín. media (°C) | -1.1 | -1.1 | 1.7 | 5.0 | 9.1 | 12.7 | 14.6 | 14.2 | 10.7 | 7.2 | 2.6 | -0.2 | 6.3 |
| Temp. mín. abs. (°C) | -19.9 | -20.0 | -13.3 | -5.2 | -2.2 | 1.3 | 3.0 | 4.9 | 0.2 | -4.7 | -10.9 | -17.0 | -20 |
| Precipitación total (mm) | 73 | 56 | 62 | 67 | 78 | 83 | 79 | 81 | 91 | 96 | 89 | 90 | 946 |
| Nevadas (cm) | 8 | 5 | 2 | 0 | 0 | 0 | 0 | 0 | 0 | 0 | 3 | 5 | 23 |
| Días de precipitaciones (≥ 1.0 mm)                                                                                          | 9.5 | 7.9 | 8.2 | 8.6 | 10.2 | 9.1 | 8.1 | 7.8 | 8.3 | 9.7 | 9.9 | 10.3 | 107.6 |
| Días de nevadas (≥ 1.0 cm)                                                                                                  | 2.0 | 1.5 | 0.8 | 0.1 | 0.0 | 0.0 | 0.0 | 0.0 | 0.0 | 0.0 | 0.8 | 1.8 | 7.0 |
| Horas de sol | 61 | 96 | 161 | 187 | 212 | 246 | 269 | 242 | 184 | 116 | 65 | 48 | 1887 |
| Humedad relativa (%) | 81 | 75 | 68 | 65 | 68 | 66 | 64 | 67 | 73 | 80 | 82 | 82 | 73 |
| Fuente n.º 1: MeteoSwiss | | | | | | | | | | | | | |
| Fuente n.º 2: KNMI | | | | | | | | | | | | | |

## Política
El concejo municipal (Conseil administratif) constituye el gobierno ejecutivo de la ciudad de Ginebra y opera como una autoridad colegiada. Se compone de cinco consejeros, cada uno presidiendo un departamento. El presidente del departamento ejecutivo actúa como alcalde. El alcalde actual es el gallego Alfonso Gómez Cruz. Las tareas departamentales, medidas de coordinación y aplicación de las leyes decretadas por el parlamento de la ciudad se realizan desde el ayuntamiento. La elección del Concejo Municipal se celebra cada cuatro años. El órgano ejecutivo celebra sus reuniones en el palacio Eynard, cerca del Parc des Bastions. El edificio fue construido entre 1817 y 1821 en estilo neoclásico.
El concejo municipal (Conseil municipal) tiene el poder legislativo. Se compone de 80 concejales, con elecciones cada cuatro años. El parlamento de la ciudad decreta los reglamentos y estatutos que son ejecutados por el ayuntamiento y la administración. Las sesiones del parlamento son públicas. A diferencia de los miembros del concejo municipal, los concejales no son políticos de profesión, y se les paga una tarifa basada en su asistencia. Cualquier residente de Ginebra con derecho a voto puede ser elegido concejal. El parlamento celebra sus reuniones en el Hôtel de Ville, en la ciudad vieja.
En 2010, el ayuntamiento de Ginebra estaba formado por dos representantes de PSS (Partido Socialista Suizo, uno de los cuales es el alcalde), un miembro del PLR (Partido Liberal Radical), un miembro del Partido Verde y uno del À gauche Toute.

### Elecciones
En las elecciones federales de 2007, el partido más popular fue el PSS que recibió el 21,4 % de los votos. Los tres siguientes partidos más populares fueron el UDC (19,92 %), el Partido Verde (17.96 %) y el PLR (13,43%). Se contabilizaron un total de 39 413 votos, el 46,8 % de los votantes autorizados.
En 2009, durante la elección del Gran Consejo, hubo 83 167 votantes registrados, de los cuales 32 825 (39,5 %) votaron. El partido más popular en el municipio fue el Partido Verde con un 15,8 % de los votos, seguido del Partido Liberal Radical con el 14,1 %, el tercero más popular fue el Partido Socialista con el 13,8 % de los votos.
En 2011, todos los municipios celebraron elecciones locales, y en Ginebra, hubo 80 curules abiertas en el concejo municipal. Había 117 051 votantes registrados, de los cuales 41 766 (35,7 %) votaron. De los 41 766 votos, hubo 224 votos en blanco, 440 votos nulos o ilegibles y 1774 votos con un nombre que no estaba en la lista.

## Educación

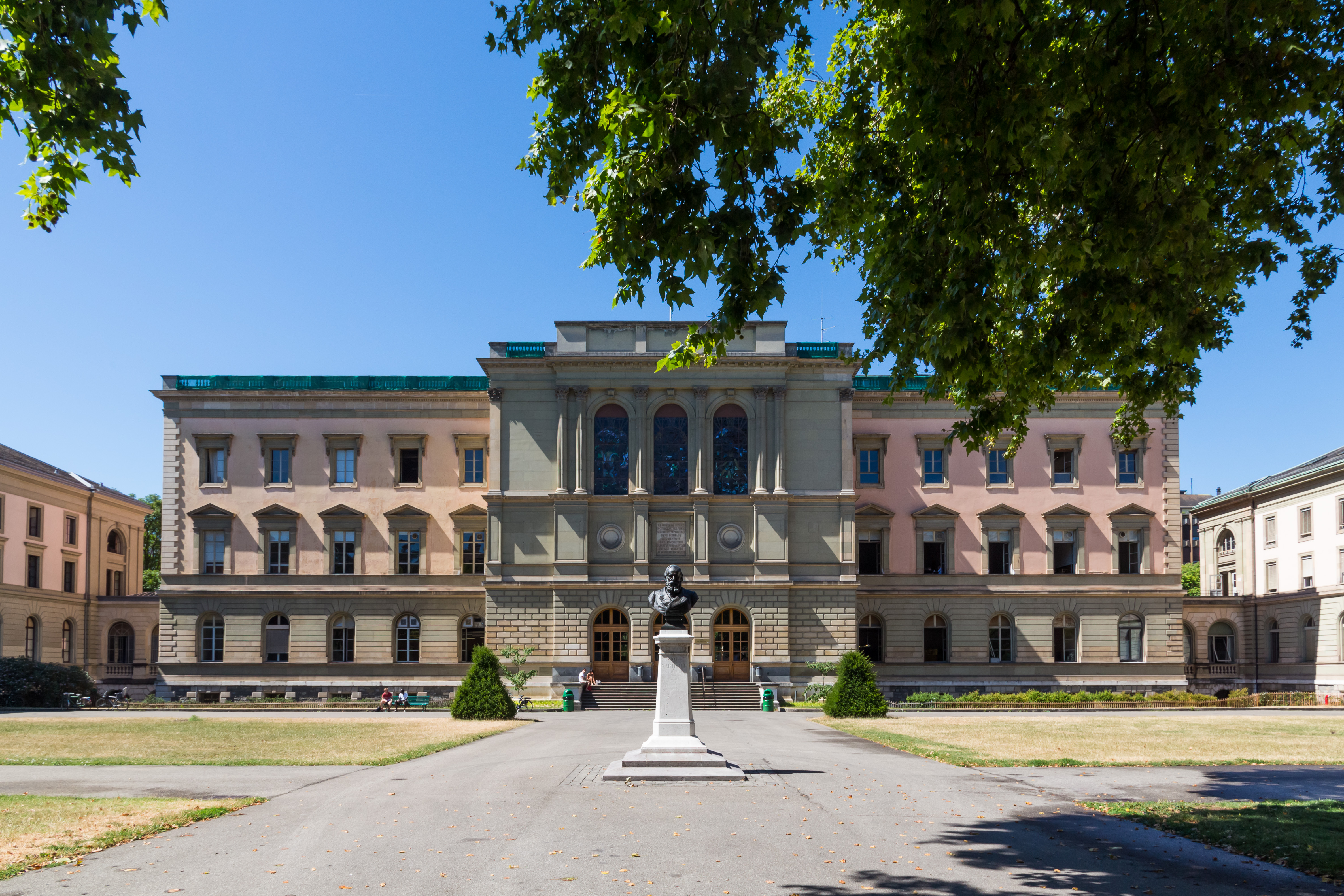
Universidad de Ginebra

Ginebra es la sede de la Universidad de Ginebra (UNIGE), fundada por Juan Calvino en 1559, a la cual está ligada la Biblioteca de Ginebra (antigua Biblioteca pública y universitaria). La ciudad también alberga algunos de los establecimientos más prestigiosos especializados en relaciones internacionales, el Instituto Universitario de Altos Estudios Internacionales, el Instituto Internacional de Lancy (fundado en 1903), así como la escuela internacional más antigua del mundo, la Escuela Internacional de Ginebra, fundada en 1924 junto con la Sociedad de Naciones, y el Instituto Florimont.
El sistema educativo ginebrino está dividido en escuelas infantiles (4 a 5 años), primarias (6 a 11 años), ciclos de orientación (12 a 14 años) y colegios (15 a 18 años). El más antiguo de todos estos es el Colegio Calvino, situado en los antiguos edificios de la Universidad.

## Proyección internacional

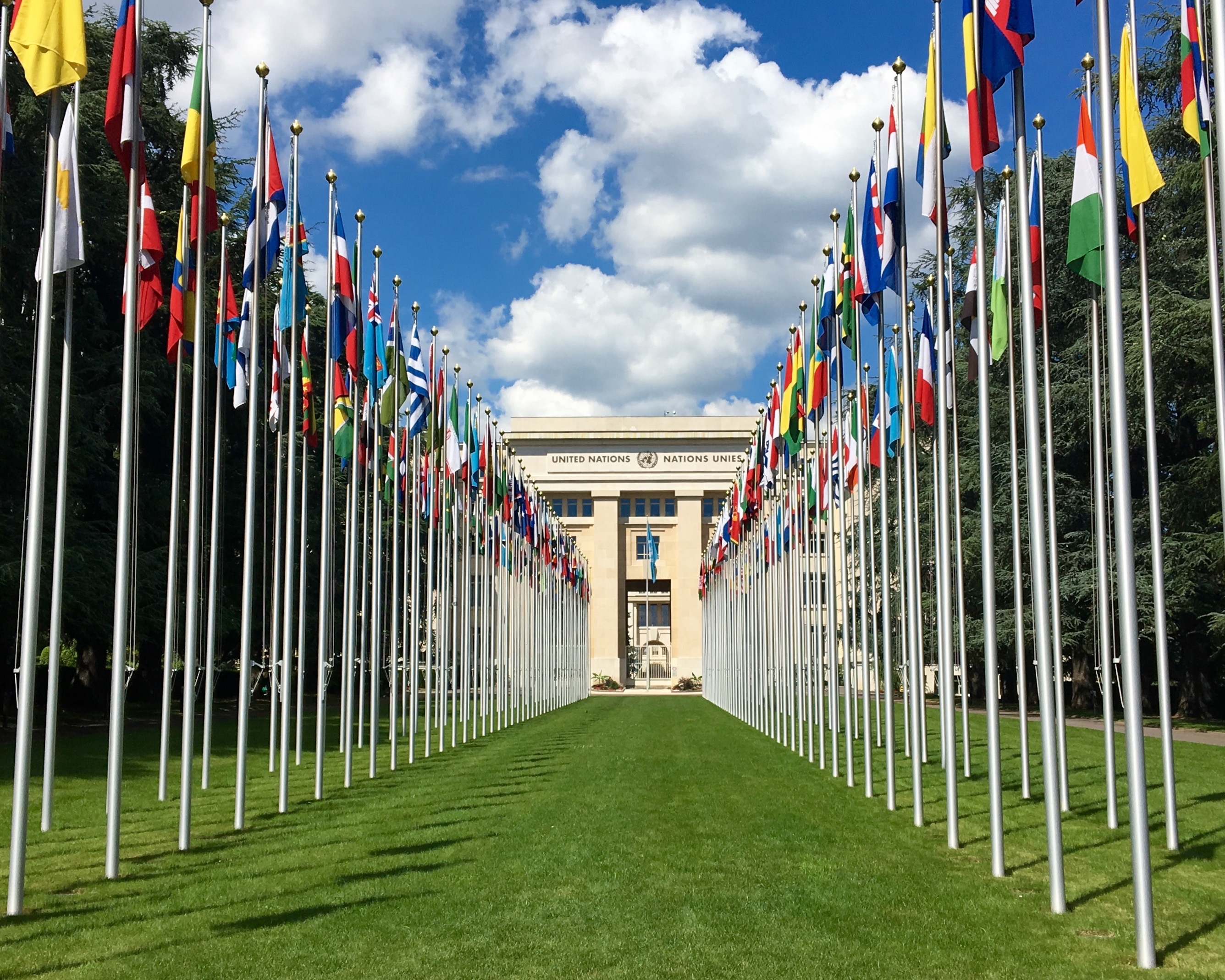
Palacio de las Naciones, sede de la ONU en Ginebra.

Ginebra fue sede de la Sociedad de Naciones entre 1920 y 1947, año de su disolución. El Palacio de las Naciones se utiliza actualmente por la Organización de las Naciones Unidas como segunda sede, además de que tiene otros varios locales en Ginebra. Se firmaron en esta ciudad las Convenciones de Ginebra (en 1864, 1907, 1929 y 1949), que definen los derechos de los prisioneros y heridos de guerra. Ginebra es sede de más de 250 organizaciones no gubernamentales. El cantón alberga el CERN, el mayor centro de investigación nuclear del mundo, que se extiende a territorio vecino de Francia.
Entre las organizaciones internacionales con sede en Ginebra se encuentran Organización Internacional del Trabajo, Organización Mundial de la Salud, Unión Internacional de Telecomunicaciones, Organización Mundial de la Propiedad Intelectual, Organización Internacional de Normalización, Organización Meteorológica Mundial, Foro Económico Mundial, Oficina del Alto Comisionado de las Naciones Unidas para los Derechos Humanos, Conferencia de las Naciones Unidas sobre Comercio y Desarrollo, Comisión Económica para Europa, Organización Mundial del Comercio, Comité Internacional de la Cruz Roja, Unión Interparlamentaria, Organización Internacional para las Migraciones, Consejo Mundial de Iglesias, Unión Europea de Radiodifusión, Comisión Internacional de Juristas, Organización del Bachillerato Internacional, Organización Mundial del Movimiento Scout, Asociación Mundial de Cardiología y Asociación Cristiana de Jóvenes.

## Economía

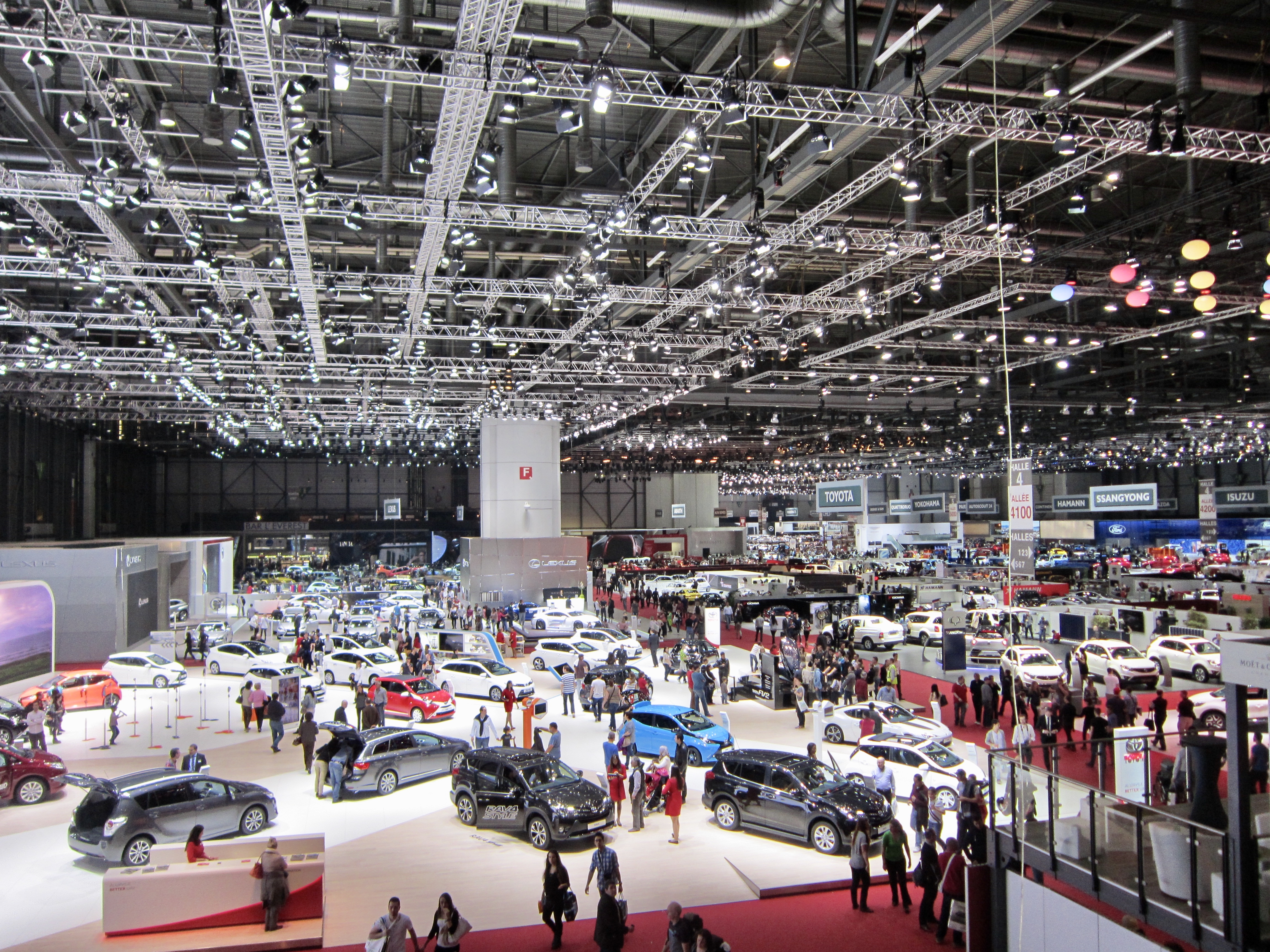
Salón de Ginebra de 2014.

La economía de Ginebra es principalmente de servicios orientados. La ciudad cuenta con un importante y antiguo sector financiero, que está especializado en banca privada y el financiamiento del comercio internacional. Actualmente, unas 22 233 personas trabajan en las numerosas oficinas de las organizaciones internacionales con sede en Ginebra.[cita requerida]
Ginebra acoge la sede internacional de empresas como JT International (JTI), Mediterranean Shipping Company, Vitol, Gunvor, Merck Serono, SITA, Société Générale de Surveillance, STMicroelectronics, y Weatherford International. Otras muchas compañías multinacionales, como Caterpillar, DuPont y Cargill, tienen su sede internacional en la ciudad. Take Two Interactive, Electronic Arts, INVISTA, Procter & Gamble y Oracle Corporation tienen su sede europea en la ciudad. Hewlett Packard también tiene sus oficinas centrales de Europa, África y Oriente Medio en Meyrin (cerca de Ginebra), así como PrivatAir. [cita requerida]
En la ciudad hay una larga tradición de relojería. Baume et Mercier, Charriol, Chopard, Franck Muller, Patek Philippe, Gallet, Jaeger-LeCoultre, Rolex, universal Genève, Raymond Weil, Omega, Vacheron Constantin, Frédérique Constant, entre otros, forman parte en este sector. [cita requerida]
Dos de los principales productores internacionales de sabores y fragancias, Firmenich y Givaudan, tienen su sede y las principales instalaciones de producción en Ginebra.
El sector privado está organizado en diferentes asociaciones de empresarios, incluida la Fédération des Entreprises Romandes Genève (Genève FER) y la Fédération des Métiers du bâtiment (FMB). [cita requerida]
El Salón del Automóvil de Ginebra es uno de los espectáculos más importantes de automóviles internacionales. Se celebra en Palexpo, un centro de convenciones gigante al lado del Aeropuerto Internacional. [cita requerida]
En 2009, Ginebra se ubicó como la cuarta ciudad más cara del mundo, detrás de Tokio, Osaka y Moscú, en la primera, segunda y tercera, respectivamente, venciendo a Hong Kong, que se situó en el quinto lugar. En 2011, Ginebra tenía una tasa de desempleo del 6,3 %. En 2008, había aproximadamente 5000 personas empleadas en el sector económico primario y aproximadamente tres empresas estaban involucradas en este sector, 9783 personas estaban empleadas en el sector secundario, con 1200 empresas en este sector, 134 429 personas estaban empleadas en el sector terciario, a su vez con 12 489 empresas en este sector. En total 91 880 residentes de la municipalidad estaban empleados, de los cuales las mujeres pertenecían al 47.7 % de la fuerza laboral. Asimismo el número total de trabajadores a tiempo completo era de 124 185. El número de empleos en el sector primario fue de 4000, todos los cuales estaban en la agricultura. El número de empleos en el sector secundario fue de 9363, de los cuales 4863 (51,9 %) estaban en la fabricación y 4451 (47,5 %) 
en la construcción. El número de empleos en el sector terciario fue de 114.818. En el sector terciario, 16 573 o 14,4 % se encontraban en las ventas al por mayor o al por menor o la reparación de vehículos de motor, 3474 o 3,0 % estaban en el movimiento y almacenaje de mercancías, 9484 o el 8,3 % estaban en un hotel o restaurante, 4544 o un 4,0 % en la industria de la información, 20 982 o 18,3 % si la industria de seguros o financiera, 12 177 o el 10,6 % eran profesionales o científicos, técnicos, 10 007 o el 8,7 % estaban en educación y 15 029, o el 13,1 % estaban en el cuidado de la salud. En 2000, hubo 95 190 trabajadores que viajaron a diario en el municipio y 25 920 trabajadores que viajaron a diario desde lejos. El municipio es un importador neto de trabajadores, cerca de 3,7 trabajadores entran en el ayuntamiento por cada uno que se va. Cerca del 13,8 % de la fuerza laboral que entra en Ginebra vienen de fuera de Suiza, mientras que el 0,4 % de la conmutación local trabajaba fuera de Suiza. De la población activa, el 38,2 % utiliza el transporte público para ir al trabajo, y el 30,6 % utiliza un coche privado. [cita requerida]

## Deportes
Ginebra fue una de las ciudades-sede de la Copa Mundial de Fútbol de 1954 y de Eurocopa 2008.
| Equipo                        | Deporte            | Competición      | Estadio               | Creación |
| ----------------------------- | ------------------ | ---------------- | --------------------- | -------- |
| Servette Football Club Genève | Fútbol             | Super Liga Suiza | Stade de Genève       | 1890     |
| Genève-Servette HC            | Hockey sobre hielo | Liga Nacional A  | Patinoire des Vernets | 1905     |
| Les Lions de Genève           | Baloncesto         | Liga Nacional    | Salle du Pommier      | 2010     |

## Transporte

### Ferrocarril
Situada en el barrio de Les Pâquis, la estación de Cornavin es una de las principales estaciones ferroviarias de Suiza, de donde parten trenes con destinos nacionales e internacionales.
Además, el aeropuerto de Ginebra también cuenta con una estación propia, la estación de Ginebra-Aeropuerto.

### Transporte aéreo

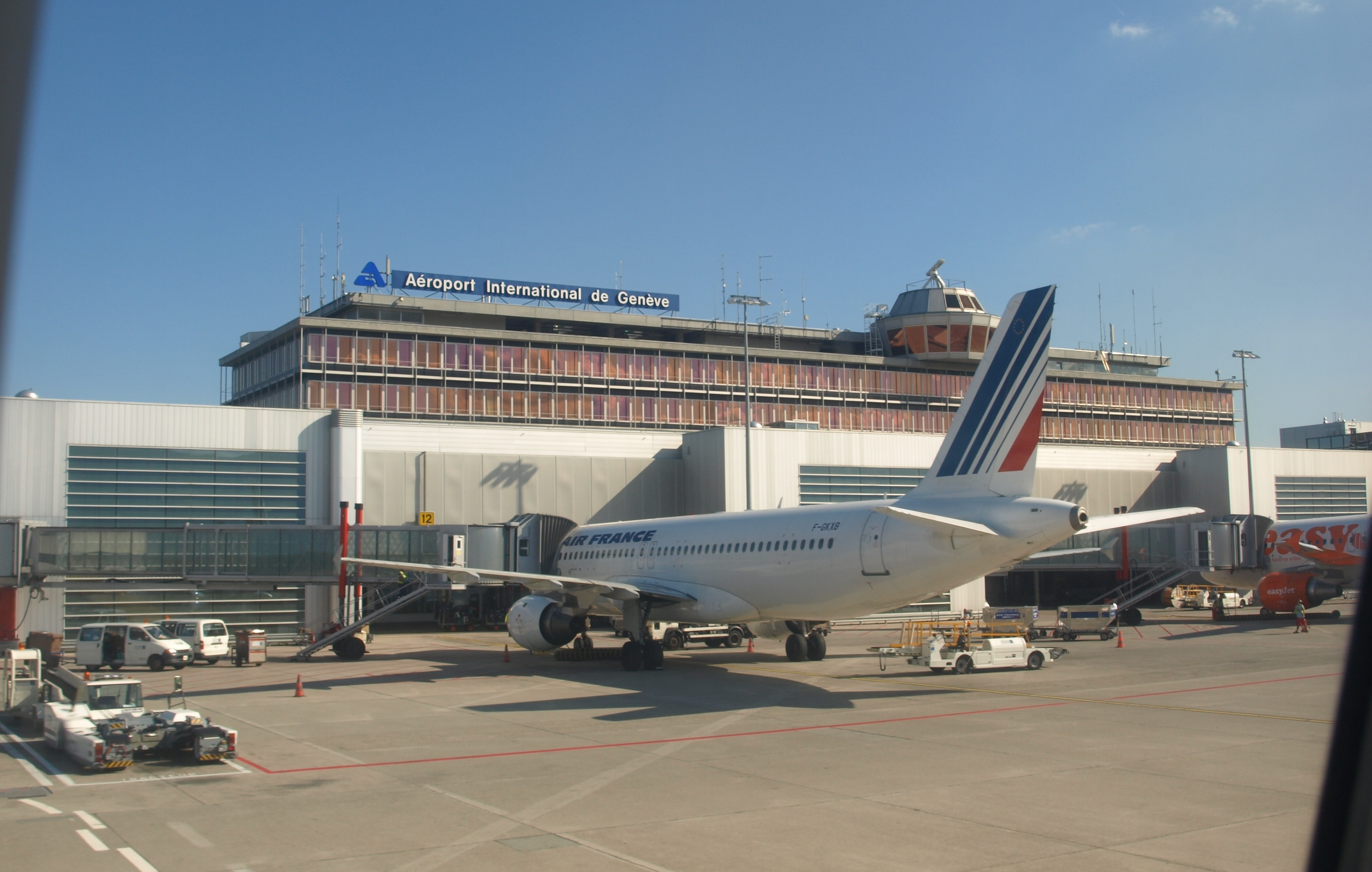
Aeropuerto Internacional de Ginebra

La ciudad cuenta con el Aeropuerto Internacional de Ginebra (llamado Cointrin), que está explotado en común con Francia al estar ubicado en la frontera franco-suiza, aunque está íntegramente en suelo suizo).

### Transporte urbano
Tiene un servicio de transporte urbano, explotado por la compañía TPG, que incluye autobuses, trolebuses y tranvías, además de un servicio de barcos que atraviesan el lago Lemán.

## Cultura
Ginebra es una ciudad rica y bien cuidada, con un casco antiguo bien preservado, tranvías y calles peatonales, numerosos parques, mucho relieve, dispone de una vida cultural de gran riqueza. Sus numerosos museos, bibliotecas, el Gran Teatro y la Orquesta de la Suiza Romanda han contribuido fuertemente al esplendor de la cultura de la ciudad. En la ciudad se celebra anualmente el Salón del Automóvil de Ginebra. 
Otros edificios y monumentos incluyen la catedral de San Pedro, construida en los siglos XII y XIII, desde cuya torre se disfruta una vista panorámica de la ciudad, el Monumento a los Reformadores, la casa en la que nació Jean-Jacques Rousseau y el Palacio de las Naciones Unidas.
El lago es otra de las atracciones turísticas de la ciudad, allí se celebran todo tipo de eventos. Una de las principales atracciones del lago es el Jet d'Eau (Chorro de agua), verdadero emblema de Ginebra. Otras atracciones son la playa artificial y la pequeña feria situada en la ribera del lago.

### Museos

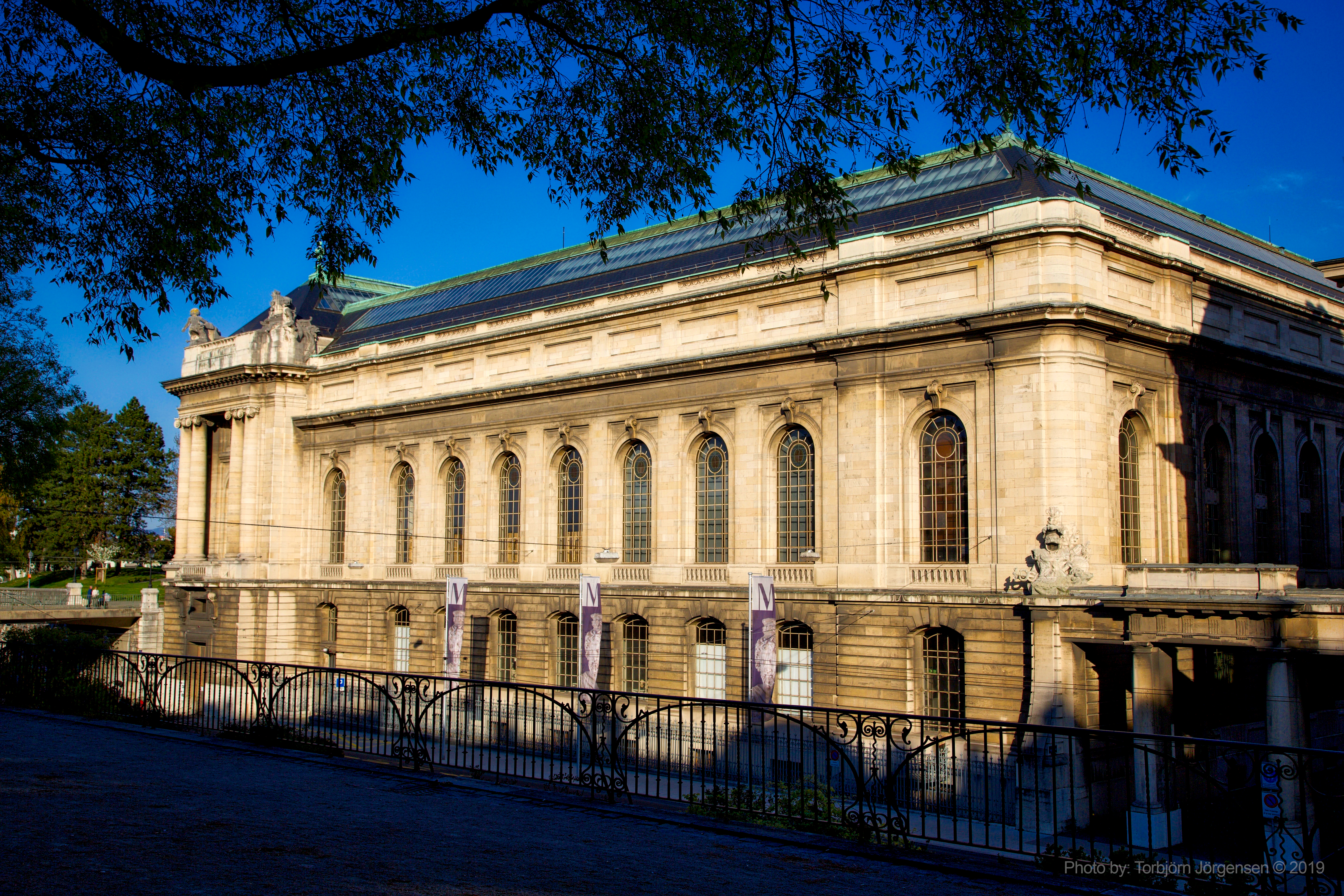
Museo de Arte e Historia de Ginebra

Los lugares en los que se expone son particularmente numerosos en Ginebra, museos municipales, museos privados, centros de arte y galerías dividen la ciudad. La comuna es propietaria y responsable de dieciséis museos, mientras que los museos privados o semiprivados alcanzan unos veinte.
- Fundación Baur - Museo de Arte de Extremo Oriente
- Museo Ariana (sede de la Academia Internacional de Cerámica)
- Museo de Arte moderno y contemporáneo de Ginebra
- Museo de Arte contemporáneo de Ginebra
- Museo internacional de la Cruz Roja
- Museo Etnográfico de Ginebra
- Fundación Martin Bodmer
- Museo de Arte e Historia de Ginebra
- Museo de historia natural de Ginebra
- Museo Barbier-Mueller
- Museo Patek Philippe
- Museo Rath
- Museo del Reloj
- Museo internacional de la Reforma
- Casa Tavel
- Museo Voltaire

## Música
En Ginebra se celebran anualmente grandes festivales de música.
- Fète de la music, desde 2010[19]
- Plein-les-Watts-Festival, desde 2006[20]
- Fète de l'Olivier, festival de música árabe organisado por el ICAM desde 1980[21]
- The Genevan Brass Festival, fundado por Christophe Sturzenegger en 2010

## Ciudades hermanadas
Ginebra no cuenta con ninguna ciudad hermanada. Según las autoridades, es porque, al tener estatus de ciudad internacional, no puede concluir hermanamientos. Ciudades como Dubái (EAU) o Ho Chi Minh (VNM) realizaron peticiones, las cuales fueron rechazadas.
| Predecesor: Berlín | Sede de las Conferencias de las Naciones Unidas sobre el cambio climático 1996 | Sucesor: Kioto |